# Те Факанава
Те Факанава је ненасељено острвце у саставу атола Нукунону у оквиру острвске територије Токелау у јужном делу Тихог океана. Налази се у северозападном делу атола, усамљено у односу на остала острвца. Прекривено је тропским растињем и ненасељено.